# Sarmientoia
Sarmientoia is een geslacht van vlinders van de familie dikkopjes (Hesperiidae), uit de onderfamilie Eudaminae.

## Soorten
- S. dinka Evans, 1952
- S. eriopis (Hewitson, 1867)
- S. phaselis (Hewitson, 1867)